# آرام‌اس پرشیا
آرام‌اس پرشیا (به انگلیسی: RMS Persia) یک کشتی بود که طول آن ۳۹۸ فوت (۱۲۱ متر) بود. این کشتی در سال ۱۸۵۶ ساخته شد.